# Sertularia moluccana
Sertularia moluccana är en nässeldjursart som beskrevs av Francois Jules Pictet de la Rive 1893. Sertularia moluccana ingår i släktet Sertularia och familjen Sertulariidae. Inga underarter finns listade i Catalogue of Life.